# キエフ (カメラ)
キエフ（ロシア語:Киев ；ラテン文字転写:Kiev ）は、ウクライナ（旧ソ連）のカメラブランド。ウクライナのアーセナル工場などで製造された。ドイツの旧コンタックスの末裔であるレンジファインダーカメラのほか、中判カメラなどもラインナップしていた。

## 概要
第二次世界大戦末期の1945年5月、ナチス・ドイツの降伏に伴いドイツ東部に進駐したソ連が、同年6月にドレスデンのツァイス・イコンからカメラ生産設備を「購入」の名の下に接収した。しかし、その過程において、ドイツ東部からソ連に輸送・搬入する途上、ポーランドにおいて生産設備の相当の部分が盗難に遭った。更に、レニングラードからモスクワを経由してウクライナのキエフに所在するアーセナル工場に搬入することが目指されたが、輸送経路の途上で倉庫に数か月間放置されてしまった。結果的にはドレスデンから搬入されたツァイス・イコンの設備はアーセナル工場での生産開始には使えず、最終的にはイエナのカール・ツァイスに逆戻りした。
生産設備の残存ラインがイエナへ搬入された際、ソ連はカール・ツァイスに対し、「生産設備を再製作した上でカール・ツァイスでコンタックスの生産を行うこと」を指令した。カール・ツァイス側は当初「カメラ事業はツァイス・イコンであり、自社は光学機器生産に特化している」と拒否の姿勢を見せた。しかしソ連側に強く押し切られる形となり、コンタックスの生産設備の再製作がスタートした。ソ連側は生産設備を2ライン要求し、1ラインをウクライナ・キエフのアーセナル工場に搬入させた。イエナ・コンタックス・キエフIIの生産はイエナでの生産が先行して行われることとなった。
要請から2年を経過した1947年からイエナ・コンタックスとキエフIIの生産が開始されたが、ドレスデン・コンタックスの最終型とはかなりの割合で部品が異なることとなった。1947年から1949年頃までのイエナ・コンタックスおよびキエフII・IIIならびにアーセナル工場での最初期生産分のキエフII・IIIの各部品はドレスデンから接収した部品も多く使われていたが、その全てがドレスデンから接収した部品というわけではなかった。
ツァイス・イコンの生き残りの技術者達は、1945年には技術指導のためと称してソ連ウクライナ・キエフまで連行されていたが、生産ラインのイエナでの再製作もあって東ドイツイエナに戻されることとなった。イエナの生産ラインが完成した後、キエフのアーセナル工場から多くの工場技術者がイエナに出向し、入れ替わりに多くのドレスデン、イエナのツァイス側の技術者達が技術指導のためキエフに向かった。そのため、初期のキエフの精度は正にコンタックスそのものであった。
製造されたキエフの多くは輸出され、ソ連にとって貴重な外貨獲得源となった。ソビエト連邦の崩壊以降はウクライナではまったく人気がなくなり、販売も稀でウクライナ国内での入手は困難であった。他方、海外では一定の人気を維持している。

## 16mmフィルム使用カメラ

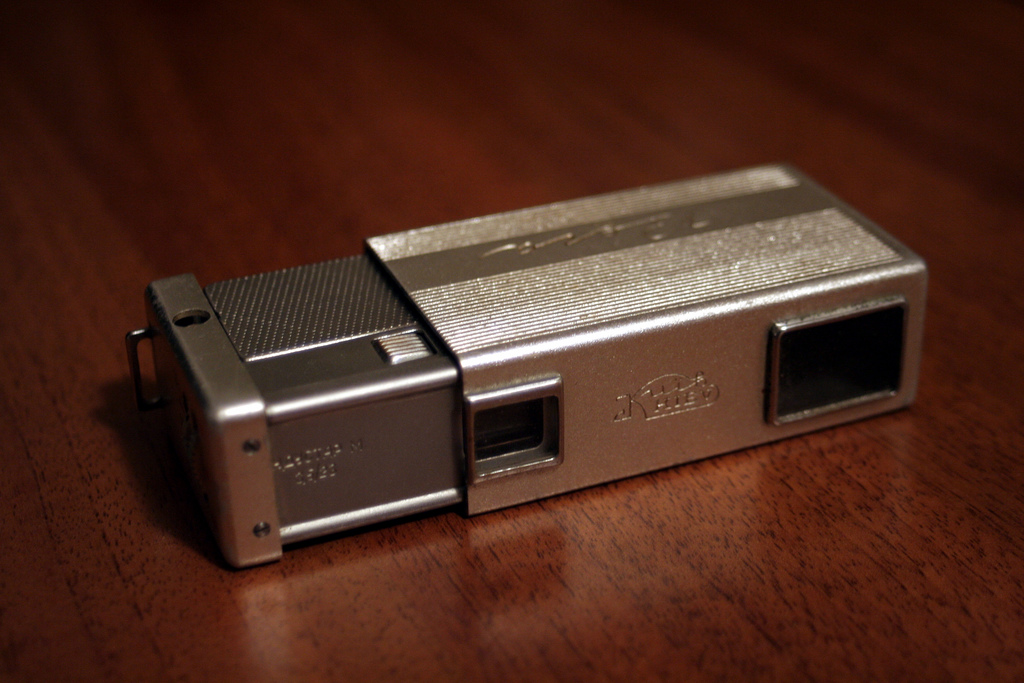
キエフ ベガ

初代ミノルタ16をベースにソ連独自のカスタマイズしたもの。レンズは全てインダスター（Industar-M ）23mmF3.5。
- ベガ - 初代ミノルタ16のコピーだが、シャッタースピード表記は1/25、1/50、1/200から1/30、1/60、1/200秒になっている。
- ベガ2 - 焦点調節（0.5m-∞）が可能になり、マガジンも巻き取り軸を細くし30枚撮影できるように変更され、上面に露出計算尺も付いた。
- キエフ30 - 撮影サイズが13×17mm判の25枚撮りに変更。
- キエフ30M - 30からフラッシュ用接点と露出計算尺をなくしたもの。
- キエフ303 - ケースがプラスチックになり、シャッタースピードが1/30、1/60、1/125、1/250秒の4段階になった。

ベガ2以降のマガジンは巻き取り軸が細くなったため、ミノルタ16などには入らない。上記全機種でミノルタ16用マガジンは使用可。

## 120フィルム使用カメラ

### サリュート/キエフ88シリーズ一眼レフカメラ
6×6cm判一眼レフカメラ。
- サリュート（Salyut 、1957年頃発売）/ゼニット80/レビュー80 - ハッセルブラッド1000Fのコピー。
- サリュートS/ゼニット66（1972年頃発売） - 自動絞りを装備した。
- キエフ80
- キエフ88 - フォーカシングスクリーンが明るくなった。

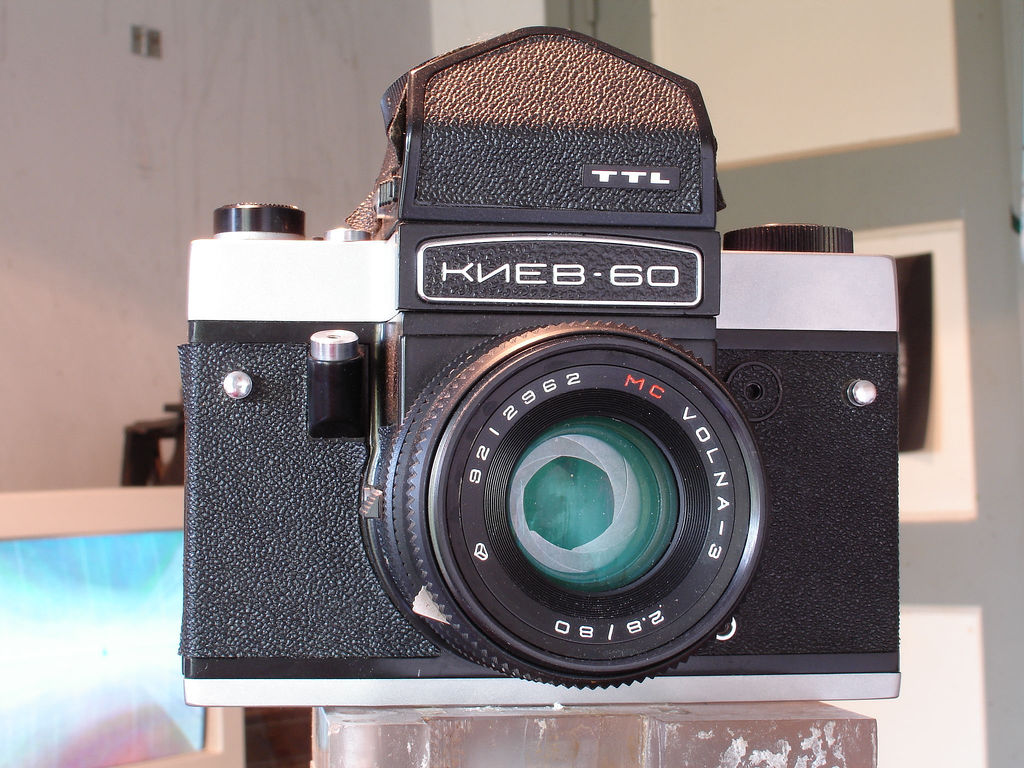
キエフ60TTL

### キエフ6/キエフ88CMシリーズ一眼レフカメラ
マウントはペンタコン6と共通。
- キエフ6C/キエフ6C TTL - ペンタコン6のコピーで、すなわちペンタックス6×7に近い形状である。ただしファインダー視野率がオリジナルより高いなど改良点もある[1]。脱着できるファインダーはアイレベルファインダーの他にウェストレベルファインダーもあり、TTLプリズムファインダーに交換するとキエフ6C TTLとなる。
- キエフ60 - キエフ6Cの改良型。
- キエフ88CM（1999年発売） - キエフ88から引き継いだハッセルブラッド様の形状であるが、レンズマウントはペンタコン6と共通である。

## 135フィルム使用カメラ

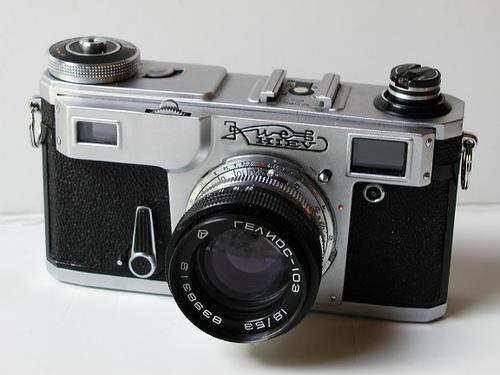
キエフIVaM型

### レンジファインダーカメラボディー
初期製品はコンタックスそのものであり、その後も小改良に留まった。
- キエフII型（1947年発売） - コンタックスIIそのもの。
- キエフIII型（1948年発売） - コンタックスIIIそのもの。
- キエフIIa型（1955年発売） - キエフII型の小改良型。シンクロ接点の追加。
- キエフIIIa型（1955年発売） - キエフIII型の小改良型。シンクロ接点の追加。
- キエフIV型（1957年頃発売） - キエフIIIa型の改良型。外見の特徴として露出計のデザインがコンタックスIIIaに類似するデザインに変更された。特に最初期のキエフIV型の露出計のデザインは上部にＴ字型のエンボスを持たずにフラットであり、コンタックスIIIaとより酷似している。軍艦部左側の露出計ダイヤルの形状もまたコンタックスIIIaに類似する高さの無いデザインとなった。コンタックスから続く裏蓋のカメラ支持スタンドが廃止された。前期型をType1、後期型をType2と分類する。Type2でシャッタースピードは最速1/1250から1/1000となった。
- キエフIVa型（1958年頃発売） - キエフIIa型の小改良型。外見の特徴としてコンタックスから続く裏蓋のカメラ支持スタンドが廃止された。前期型をType1、後期型をType2と分類する。Type2でシャッタースピードは最速1/1250から1/1000となった。
- ノーネームキエフ（1963-64年製造） - アメリカ向けに販売された。前面にキエフの文字がないためこの名称で呼ばれるが、製品としてはキエフIVa型そのもの。カメラ裏側に「USSR OCCUPIED GERMANY」の刻印を持つ個体もある。以前はノーネームコンタックスと呼ばれ、コンタックスIIとキエフII型の過渡期の製品と思われていた。
- キエフV型（1967年製造？） - パララックスを自動補正するブライトフレームファインダーを装備する。フィルムはレバー巻き上げ、クランク巻き戻し。露出計が内蔵されたため、外見はコンタックスの系統からかなり変化した。内爪マウントは変更されたため従来の内爪マウントレンズはキエフV型用には使用できず、またキエフV型用のレンズは従来のボディーには使用できない。
- キエフIVaM型（1970年代後半頃発売） - キエフIVa型 Type2の改良型。前部プレートに傾斜が設けられたのが、外観として特徴。軍艦部各ダイヤルがキエフV型を踏襲して一部黒色塗装となる。シャッタースピードは最速1/1000。
- キエフIVM型（1970年代後半頃発売） - キエフIV型 Type2の改良型。前部プレートに傾斜が設けられたのが、外観として特徴。軍艦部各ダイヤルがキエフV型を踏襲して一部黒色塗装となる。シャッタースピードは最速1/1000。

### レンジファインダーカメラ用レンズ
- オリオン15（Orion-15 ）28mmF6 - トポゴン型4群4枚。距離計非連動。
- ジュピター12（Jupiter-12 ）35mmF2.8 - ビオゴン3.5cmF2.8のデッドコピー。アタッチメントはφ40.5mmねじ込み。
- ジュピター3（Jupiter-3 ）50mmF1.5 - ゾナー5cmF1.5のデッドコピー。アタッチメントはφ40.5mmねじ込み。
- ヘリオス94（Helios-94 ）50mmF1.8 - キエフV型内爪マウント用。
- ジュピター8HB（Jupiter-8HB ）50mmF2 - キエフV型内爪マウント用。
- ジュピター8（Jupiter-8 ）50mmF2 - ゾナー5cmF2のデッドコピー。アタッチメントはφ40.5mmねじ込み。
- ヘリオス103（Helios-103 ）53mmF1.8
- ジュピター8M（Jupiter-8M ）53mmF2
- ジュピター9（Jupiter-9 ）85mmF2 - ゾナー8.5cmF2のデッドコピー。アタッチメントはφ49mmねじ込み。
- ジュピター11（Jupiter-11 ）135mmF4 - ゾナー13.5cmF4のデッドコピー。アタッチメントはφ40.5mmねじ込み。

### 専用バヨネット一眼レフカメラボディー
- キエフ10（1964年または1965年発売） - 非常に独創的な機構を持つカメラ。ペンタプリズム額部にあるセレン光電池によるシャッタースピード優先AE機構を持つ[2]。1/2〜1/1000秒の金属製ロータリーシャッター、クイックリターンミラーを装備している[3]。
- キエフ11 - 露出計受光部が撮り手から見て左手側に移された。
- キエフ15TEE（1974年発売） - TTLのCdS露出計に改良された。1980年まで製造された。
- キエフ15TTL（1980年発売） - 1985年まで製造された。

### 専用バヨネット一眼レフカメラ用レンズ
レンズ側には絞りリングがなく、ボディー側から制御している。
- ミール20（Mir-20 ）20mmF3.5
- ミール1（Mir-1 ）37mmF2.8
- ボレナ4（Borena4 ）'50mmF1.4
- ヘリオス81（Helios-81 ）50mmF2 - 最短撮影距離0.5m。アタッチメントはφ49mmねじ込み。
- ヘリオス65（Helios-65 ）50mmF2
- ヘリオス81（Helios-81M ）53mmF2
- ジュピター9（Jupiter-9 ）85mmF2
- ジュピター11（Jupiter-11 ）135mmF4

### ニコンFマウント一眼レフカメラボディー
マウント形状自体はニコンFマウントであるが、ニコン製品との互換性は保証されていない。
- キエフ17（1977年頃発売） - シャッターは機械式金属幕縦走りフォーカルプレーン式。シャッター速度はB、1〜1/1000秒、X接点は1/60秒でシンクロする[3]。
- キエフ17M/キエフ20 - TTL測光となった。
- キエフ19 - シャッター最高速度が1/500秒とされ、セルフタイマーも省略された。電源はボタン電池のLR1130もしくはAG10を2個使用する。
- キエフ19M（1985年頃発売） - 外装に一部プラスチック部品が採用された。

### ニコンFマウント一眼レフカメラ用レンズ
HはアルファベットのNに当たり、ニコンFマウントであることを表す。
- アルサットH（Arsat H ）20mmF2.8 - 8群10枚。最短撮影距離0.25m。アタッチメントはφ62mmねじ込み。
- MSミール20H（MS Mir-20H ）20mmF3.5
- MSミール24H（MS Mir-24H ）35mmF2 - 7群8枚。最短撮影距離0.24m。アタッチメントはφ58mmねじ込み。
- PCSアルサットH35mmF2.8
- アルサットH50mmF1.4
- アルサットH50mmF2
- MSヘリオス81H（MS Helios-81H ）50mmF2 - 4群6枚。最短撮影距離0.5m。
- MSカレイナール5H（MS Kaleinar-5H ）100mmF2.8
- MSテレアーH（MS Telear H ）200mmF3.5
- アルサットH300mmF2.8
- ズームアルサットH80-200mmF4.5
- MSグラニット11H（MS Granit-11H ）80-200mmF4.5

### コンパクトカメラ
- キエフ35A - ミノックス35シリーズのコピー。

## アクセサリー
ペンタコンシックスのレンズをニコンFマウントに変換するアダプターが存在した。